# Hahnia veracruzana
Hahnia veracruzana är en spindelart som beskrevs av Willis J. Gertsch och Davis 1940. Hahnia veracruzana ingår i släktet Hahnia och familjen panflöjtsspindlar. Inga underarter finns listade i Catalogue of Life.